# Arnac-sur-Dourdou

Arnac-sur-Dourdou este o comună în departamentul Aveyron din sudul Franței. În 1 ianuarie 2022 avea o populație de 44 de locuitori.